# Leonard Conrads

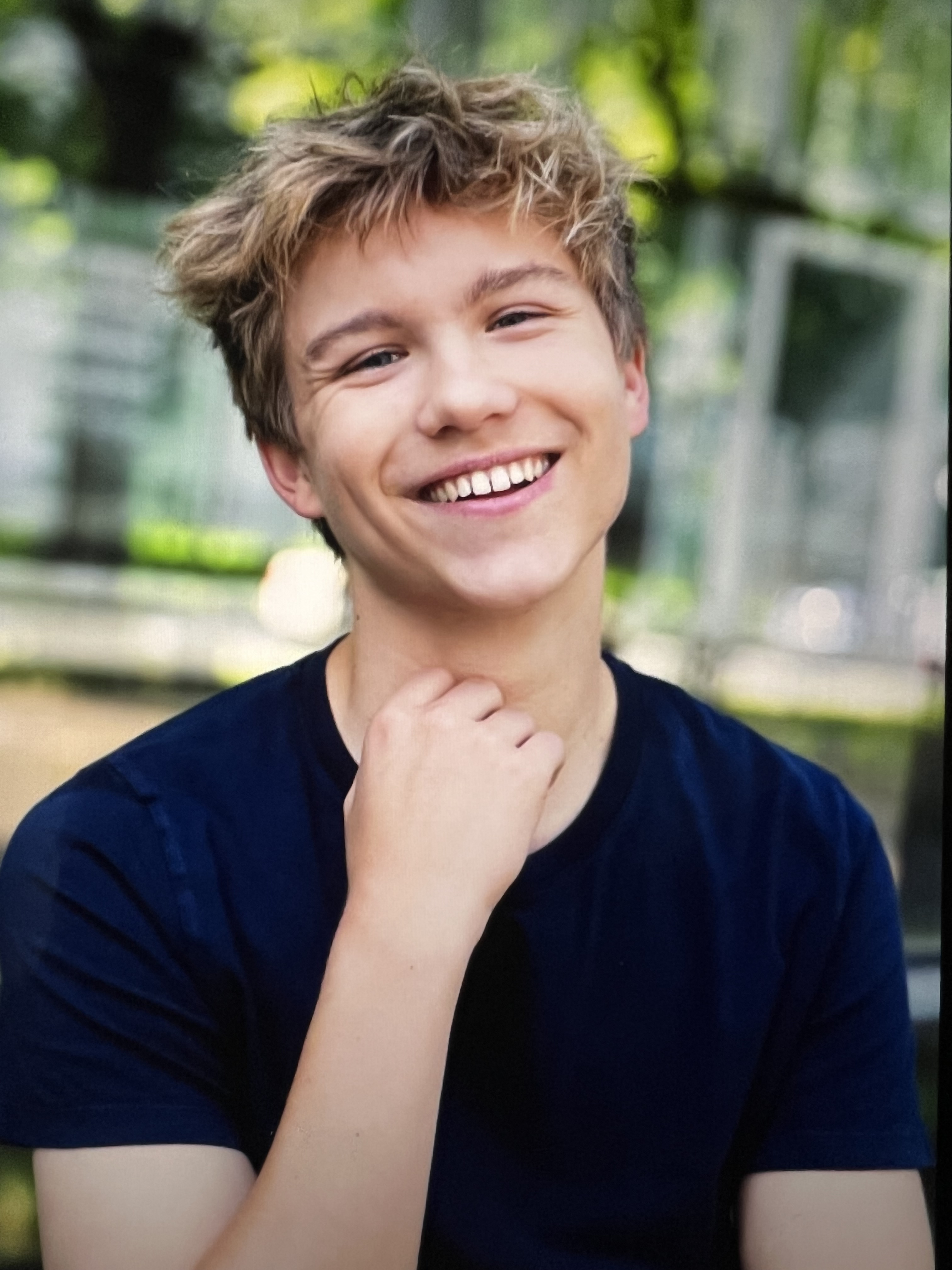
Leonard Conrads (2024)

Leonard Artur Conrads (* 16. März 2007) ist ein deutscher Schauspieler, der durch seine Rolle als Benjamin Schubert in der Filmreihe Die Schule der magischen Tiere bekannt geworden ist.

## Leben und Karriere
Leonard Conrads lebt mit seinen Eltern und seiner Schwester in Mülheim an der Ruhr. Er besucht die gymnasiale Oberstufe. Sein Debüt gab er 2019 in dem Film Die Schule der magischen Tiere. Anschließend war er 2020 in einer Folge in Rosamunde Pilcher: Stadt, Land, Kuss zu sehen. Außerdem spielte er 2021 in dem Film Die Schule der magischen Tiere 2 mit. 2024 war Conrads in Die Schule der magischen Tiere 3 zu sehen.
Neben seiner Muttersprache Deutsch spricht er noch fließend Englisch und Polnisch.

## Filmografie
- 2021: Rosamunde Pilcher: Stadt, Land, Kuss (Fernsehserie, 1 Episode)
- 2021: Die Schule der magischen Tiere
- 2022: Die Schule der magischen Tiere 2
- 2024: Die Schule der magischen Tiere 3

## Theater
- 2016: Das tapfere Schneiderlein reloaded, Mülheimer Kulturtage/Stadthalle Mülheim an der Ruhr
- 2016–2017: Tarzan, Stage Metronom Theater Oberhausen
- 2017: Der Wortklaub(b)er, Mülheimer Kulturtage/Stadthalle Mülheim an der Ruhr